# MK Airlines
MK Airlines war eine britische Frachtfluggesellschaft mit Sitz in Sussex nahe dem Flughafen Gatwick.

## Geschichte
MK Airlines wurde im Jahr 1990 in Ghana durch ihren CEO Mike Kruger gegründet. Sie war zeitweise die größte Frachtfluggesellschaft im Vereinigten Königreich und die 21.-größte weltweit. Im April 2010 stellte sie aus finanziellen Gründen den Flugbetrieb ein.

## Flotte
Mit Stand Juli 2009 bestand die Flotte der MK Airlines aus zehn Flugzeugen:
- 1 Boeing 727-100
- 9 Boeing 747-200F

Mit Stand Oktober 2010 waren keine Flugzeuge mehr auf die Gesellschaft registriert.

## Zwischenfälle
In den Jahren zwischen 1992 und 2004 wurden insgesamt vier Totalverluste aufgrund von Unfällen registriert. Der schwerste ereignete sich am 14. Oktober 2004 in Halifax in Kanada. Die Boeing 747-244B (SF) mit dem Kennzeichen 9G-MKJ befand sich auf dem Flug Luxemburg-USA-Halifax-Saragossa-Luxemburg (Flugnummer MK 1602). Vor dem Start in Halifax gab die übermüdete Besatzung falsche Startgewichte in den Bordcomputer ein, womit ein Start nur sehr schwer möglich war, da die Startgeschwindigkeit nicht ausreichte. Das Heck der vollbeladenen Maschine streifte beim Startversuch einen ILS-Sender und einen Erdwall und brach ab. Die Maschine überschlug sich in einem angrenzenden Wald und brannte vollständig aus. Von den sieben Besatzungsmitgliedern überlebte keines das Unglück.